# Frederik V của Đan Mạch
Frederik V của Đan Mạch (tiếng Đan Mạch và tiếng Na Uy: Frederik V; 31 tháng 3 năm 1723 – 14 tháng 1 năm 1766) là Quốc vương Đan Mạch và Na Uy và là Công tước xứ Schleswig-Holstein từ ngày 6 tháng 8 năm 1746 cho đến khi qua đời năm 1766. Là thành viên của Vương tộc Oldenburg, ông là con trai của Christian VI của Đan Mạch và Sophie Magdalene xứ Brandenburg-Kulmbach.